# Gyakie
Jackline Acheampong, née le 16 décembre 1999, de son nom  professionnel  Gyakie, alias Song Bird, est une chanteuse ghanéenne de R&B et d'afro-fusion,  ,. En 2019, Gyakie sort son premier single intitulé Love is Pretty, suivie d'un un autre, Never Like This. En août 2020, la chanson Forever de son EP de cinq titres Seed est son titre de gloire, diffusée à l'antenne et en tête des charts au Ghana, au Kenya et au Nigeria.

## Biographie

### Enfance et éducation
Gyakie née le 16 décembre 1999, elle passe son enfance à Kumasi dans la région Ashanti du Ghana. Elle obtient son diplôme au lycée TI Ahmadiyya de Kumasi et termine ses études de premier cycle à l'Université des sciences et technologies Kwame Nkrumah (KNUST) où elle se spécialise en commerce international,. Le père de Gyakie est Nana Acheampong,.

### Carrière
Gyakie vient d'une famille de musiciens. Dès l'âge de huit ans, elle suivait déjà son père au studio. Elle a été aussi  influencée par Asa et le musicien ghanéen Omar Sterling de R2Bees.
Gyakie sort premier single, "Love Is Pretty", en février 2019, après "Never Like This". Puis un EP de cinq titres, intitulé Seed, en août 2020,, . Le morceau Forever son titre de gloire de l'EP Seed est diffusé au Ghana, au Kenya et au Nigeria. Il est en tête des classements musicaux tels que le Top Triller Global au Billboard et le Top 200 de Shazams. Gyakie sort un remix de Forever avec le chanteur nigérian Omah Lay en mars 2021. Ce même mois elle est nommée femme émergente de l'année au 3Music Women's Brunch 2021 pour les 3Music Awards 2021.
Elle a un contrat d'enregistrement international avec Sony Music Entertainment, RCA Records UK et Sony Music Africa.
Le même mois de l'année 2022, Gyakie est nommée Femme de l'année pour les 3Music Awards 2022.
Gyakie figure dans l'interview « Tisane et canapés blancs » des Grammys en juin 2022, une nouvelle série où les artistes dévoilent leurs incontournables des coulisses.
En juin 2022,elle sort son deuxième EP, My Diary. L'EP présente le musicien nigérian Davido, . Elle sort un nouveau single, "December", en avril 2021.

## Discographie

### Albums
- 2020: Seed EP[14]
- 2022: My Diary EP[15]

### Singles
- 2019: Love Is Pretty
- 2019: Never Like This
- 2020: Sor Mi Mu ft. Bisa Kdei
- 2021: Forever Remix ft. Omah Lay[16]
- Vacation[17]
- Whine[18]
- 2021: Follow You — Fiokee, Chike & Gyakie[19]
- 2022: Something[20]
- 2023: Rent Free